# Jean Girigori
Jean Girigori (1948) is een schilderes, geboren in het Caribisch gebied en woonachtig op Curaçao.
Zij laat zich in haar werk inspireren door de cultuur van het Caribisch gebied en door religie. In het begin waren dit voodoo en zwarte magie, later maakte zij ook kennis met het christelijke geloof. Girigori maakt zich sterk voor sociale rechtvaardigheid, de rechten van de vrouw en keert zich met haar onderwerpen tegen onrecht tegen kinderen. Zo schildert zij bijvoorbeeld kindvrouwen die als bruid zijn geportretteerd. Met haar werk probeert zij aandacht te vragen voor culturele misstanden in het Caribisch gebied.
Verschillende schilderijen van Jean Girigori zijn te zien geweest tijdens exposities in het Stedelijk Museum in Schiedam, in Havana, Washington, New York en op tal van eilanden in het Caribisch gebied.